# Neanderlandsteig
Der Neanderlandsteig (Eigenbezeichnungen: neanderland steig und neanderland STEIG) ist ein rund 240 Kilometer langer Rundwanderweg im Niederbergischen Land, auf dem Gebiet des Kreises Mettmann und der angrenzenden Städte Essen, Düsseldorf und Solingen (auch durch das Gebiet der Städte Wuppertal, Leverkusen, Duisburg, Mülheim an der Ruhr und Hattingen verlaufen kleine Abschnitte des Weges). Das Wegzeichen ist ein weißes N auf rotem Hintergrund. Der Neanderlandsteig besteht aus 17 Etappen, die ab 23. Juni 2013 nach und nach eröffnet wurden. Seit September 2014 ist der Rundwanderweg komplett markiert und begehbar.

## Verlauf

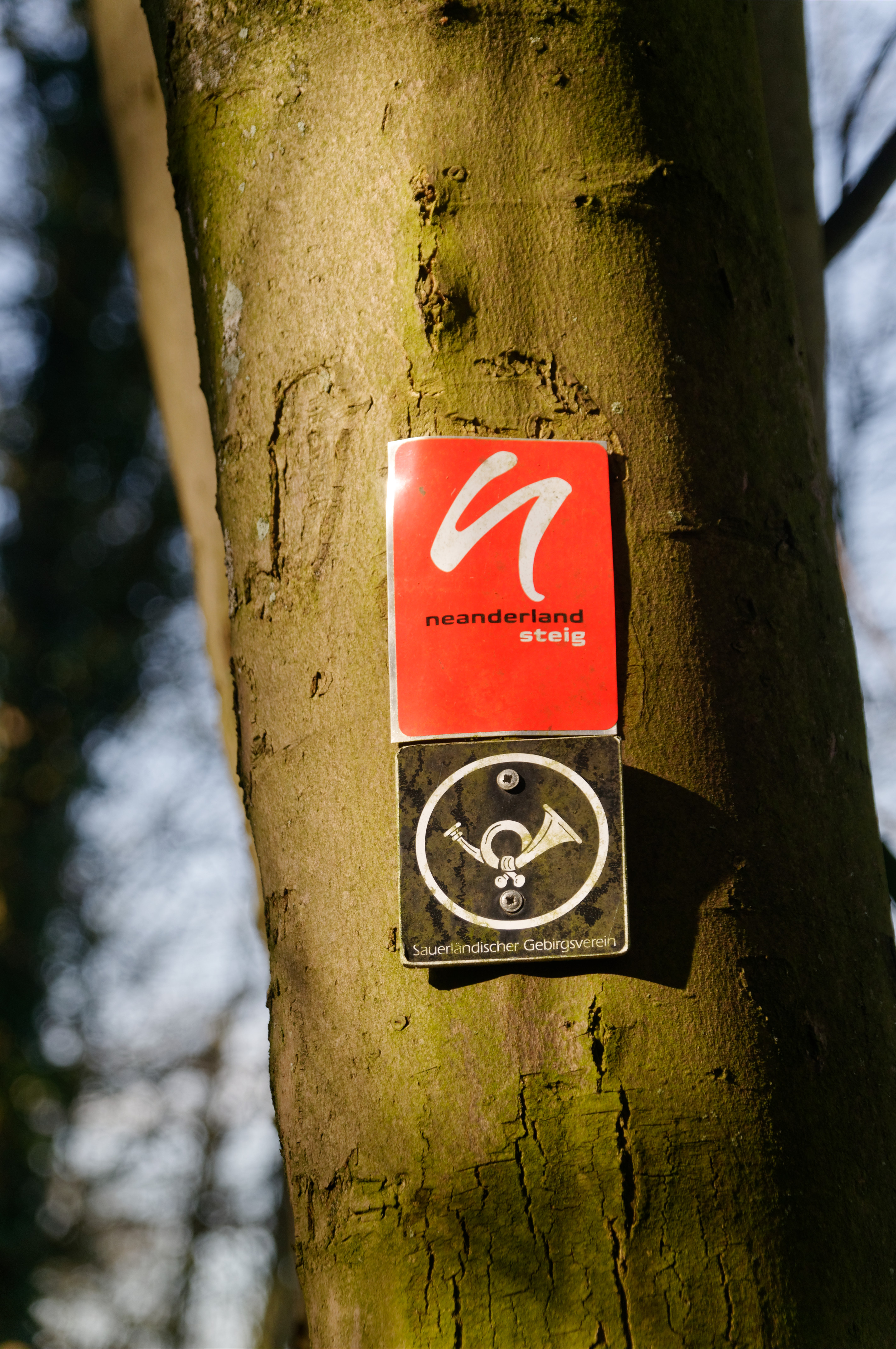
Beschilderung des Neanderlandsteigs

Ab Neviges durchläuft der Steig entgegen dem Uhrzeigersinn erst die Bauerschaft Windrath und anschließend die Elfringhauser Schweiz. Schließlich wird Nierenhof erreicht. Über den Höhenzug des Voßnacken zwischen Essen-Kupferdreh und Velbert-Mitte orientiert sich der Wanderweg weiter nach Westen, bis er durch das Vogelsangbachtal nördlich der Stadtmitte von Heiligenhaus führt. Über Isenbügel werden die südlichen Ruhrhänge bei Essen-Kettwig erreicht. Über Mülheim-Mintard und -Selbeck wird das ausgedehnte Waldgebiet zwischen Duisburg, Mülheim und Düsseldorf erreicht. Der Neanderlandsteig verläuft weiter über Ratingen-Lintorf/-West/-Schwarzbach, Erkrath, D-Unterbach, Hilden-West, D-Garath, Baumberg, Monheim, Reusrath, die Ohligser und Hildener Heide, das Ittertal südlich von Haan, das obere Neandertal, Gruiten und Düssel zurück nach Neviges.
Unterteilt wird er in folgende Etappen:
- Haan-Gruiten – Wülfrath-Düssel (18,6 km)
- Wülfrath-Düssel – Velbert-Neviges (12,2 km)
- Velbert-Neviges – Velbert-Nordrath (8,1 km)
- Velbert-Nordrath –  Velbert-Nierenhof (14,5 km)
- Velbert-Nierenhof – Velbert (14,0 km)
- Velbert – Essen-Kettwig (14,1 km)
- Essen-Kettwig – Mülheim (Ruhr)-Selbeck (10,5 km)
- Mülheim (Ruhr)-Selbeck – Ratingen (17,5 km)
- Ratingen – Ratingen-Homberg (13,2 km)
- Ratingen-Homberg – Erkrath (16,3 km)
- Erkrath – Hilden (14,7 km)
- Hilden – Düsseldorf-Garath (11,8 km)
- Düsseldorf-Garath – Monheim am Rhein (15,2 km)
- Monheim am Rhein – Langenfeld-Reusrath (13,3 km)
- Langenfeld-Reusrath – Solingen-Ohligs (16,0 km)
- Solingen-Ohligs – Haan-Hülsberg (13,9 km)
- Haan-Hülsberg – Haan-Gruiten (12,3 km)

## Hintergründe
Ein einheitliches Marketing vieler Sehenswürdigkeiten im niederbergischen Kreis Mettmann führte zur Wortneuschöpfung Neanderland (Eigenschreibweise: neanderland). Dieser Markenname wurde vom Namen der bekanntesten Sehenswürdigkeit, dem Neandertal, abgeleitet. Der kreisweite Rundwanderweg verbindet die Sehenswürdigkeiten und Naturräume des „Neanderlandes“. Er erforderte Investitionen in Höhe von 675.000 Euro. Die Arbeiten begannen 2011. 97 Prozent der Route läuft über vorhandene Wanderwege. Ursprünglich sollte schon im Herbst 2012 eine 66 Kilometer lange, 5 Etappen umfassende zusammenhängende Teilstrecke zwischen Haan und Velbert eröffnet werden.

## Anschlusswege
Zwischen Neviges und Haan verläuft der Weg parallel zum ebenfalls neuen Bergischen Weg. Seit Juni 2023 gibt es in Velbert-Nierenhof eine Anbindung an den Deilbachsteig.

## Sehenswürdigkeiten und Entdeckerschleifen
Der Neanderlandsteig passiert unterschiedliche Naturräume und zahlreiche kulturhistorische Sehenswürdigkeiten (Reihenfolge im Verlauf der Wanderwegs entgegen dem Uhrzeigersinn, beginnend in Neviges). Genannt werden nur die "auf Armlänge" erreichbaren Sehenswürdigkeiten am Weg:
- Die Quellen der Düssel
- Alte Burg Hardenberg (Bodendenkmal)
- Schloss Hardenberg (Bau- und Bodendenkmal)
- Franziskanerkloster zu Neviges
- Nevigeser Wallfahrtsdom
- Historische Altstadt von Neviges
- Jüdischer Friedhof am Zwingenberg
- Das Alaunloch in Windrath
- Windrather Kapelle (Baudenkmal)
- Der Neanderlandsteig quert hier mehrfach den Deilbach, den historischen Grenzfluss zwischen Rheinland und Westfalen.
- Rittergut Nierenhof
- Prinz-Wilhelm Bahn, die älteste Eisenbahn-Aktiengesellschaft Deutschlands
- Vossnacker Schule (historische Bauerschaftenschule von 1789)
- Die ehemalige Erdmagnetische Warte Vossnacken
- Kruppsche Nachtscheinanlage (Bau- und Bodendenkmal)
- Rottberger Schule (historische Bauerschaftenschule von 1777)
- Frühe Industrialisierung zeigt sich im reizvollen Tal des Hesperbachs
- Die alte Pferdeschleppbahn im Langenhorst mit der denkmalgeschützten Schleppbahnbrücke Oberlangenhorstbeeke
- Ehemaliges Schloss Hetterscheidt (Bau- und Bodendenkmal)
- Kapelle St. Jakobus Abtsküche (Baudenkmal)
- Museum Abtsküche
- Waldmuseum Vogelsangbachtal
- Schloss Landsberg (Bau- und Bodendenkmal)

Seit 2018 werden zusätzlich zu den regulären Etappen sogenannte „Entdeckerschleifen“ mit einer Länge zwischen zwei und 19 Kilometern angeboten, die diese und weitere Sehenswürdigkeiten erschließen sollen.